# Porthesaroa brunea
Porthesaroa brunea är en fjärilsart som beskrevs av Griveaud 1973. Porthesaroa brunea ingår i släktet Porthesaroa och familjen tofsspinnare. Inga underarter finns listade i Catalogue of Life.